# L'ou
L'ou (títol original: L'Œuf ) és una pel·lícula francesa de Jean Herman, estrenada el 1972. És una adaptació de l'obra de Félicien Marceau de 1957, L'Œuf. Ha estat doblada al català.

## Argument
A Emile Magis, petit empleat apagat i cínic, li agradaria trobar una amiga. De resultes d'una equivocació, es converteix en l'amant d'una noia, la senyoreta Duvant. A més, gràcies a un col·lega de despatx que li deixa, la crepitant Rosa es converteix igualment en la seva amant.
Gaston Berthoullet, un funcionari, es fa amic d'ell. El fa entrar al ministeri i Magis es casa amb la seva filla gran Hortense. Però aquesta es cansa de pressa d'ell i agafa el distingit Victor Dugommier com a amant. Magis, havent descobert el seu infortuni, prepara un pla per desfer-se'n.

## Repartiment
- Guy Bedos: Emile Magis
- Marie Dubois: Hortense Berthoullet
- Michel Galabru: Gaston Berthoullet
- Jean Rochefort: Victor Dugommier
- Bernadette Lafont: Rose
- France Gabriel: Sra. Berthoullet
- Lyne Chardonnet: Charlotte Berthoullet
- Catherine Hubeau: Lucie Berthoullet
- Georges Staquet: Eugène
- Renaud Mary: advocat general
- Maurice Risch: Gustave
- Bérangère Etcheverry: Justine Magis
- Denise Péron: mare de Magis
- Sylvine Delannoy: Mlle Duvant
- Robert Vattier: M. Raffard
- Alexandre Rignault: oncle Emile
- Renée Gardés: tia Piccolette
- Annie Savarin: Sra. Lavure
- Philippe Defrance: Henri
- Paul Temps: Dufiquet
- Liliane Gaudet: Sra. Raffard
- Jean-Pierre Rambal: Lucien
- François Burgi: Georgette Blossard
- Louise Chevalier